# 刘丁 (教授)
刘丁（1957年3月—），中华人民共和国山东省人，西安理工大学教授、原校长。中共党员。 长期从事控制科学与工程方面的教学与研究工作。

## 个人经历[4]
1978-1982 就读于陕西机械学院（现西安理工大学）自动化工程系工业自动化专业，获工学学士学位；
1984-1987 就读于陕西机械学院自动化工程系电气传动及自动化专业（学科），获工学硕士学位；
1993-1997 就读于西安交通大学系统工程研究所系统工程专业（学科），获工学博士学位；
1991-1992 作为日本福井大学访问学者，从事人工智能及智能控制方面的研究；
1993年5月-2004年9月，历任西安理工大学自动化教研室副主任、主任，系副主任（副院长）、院长、副校长；
2004年9月-2015年3月任西安理工大学校长；
2015年3月4日，陕西省纪委监察厅主办的秦风网发布公告：因违反财经纪律，对学校横向科研经费管理混乱问题负有主要领导责任，撤除校长职务。

## 部分荣誉奖项
1997年享受国务院颁发的政府特殊津贴；
1998年被评为全国优秀教师 ；
2010年被评为全国先进工作者；
2012年带领团队取得的科研成果获得国家科技进步二等奖

## 出版作品
主编教材《自动控制理论》，2007年被评为国家精品教材；
学术专著《直拉硅单晶生长建模与控制》；
学术专著《电站锅炉空气预热器控制方法及应用》